# Douchy (Aisne)
Pour les articles homonymes, voir Douchy.
Douchy est une commune française située dans le département de l'Aisne en région Hauts-de-France.

## Géographie

### Communes limitrophes
| Foreste                  | Germaine (Aisne)      | Vaux-en-Vermandois |
| Villers-Saint-Christophe | Douchy (Aisne)        | Fluquières         |
| Aubigny-aux-Kaisnes      | Bray-Saint-Christophe |                    |

### Hydrographie
La commune est située dans le bassin Artois-Picardie. Elle n'est drainée par aucun cours d'eau.

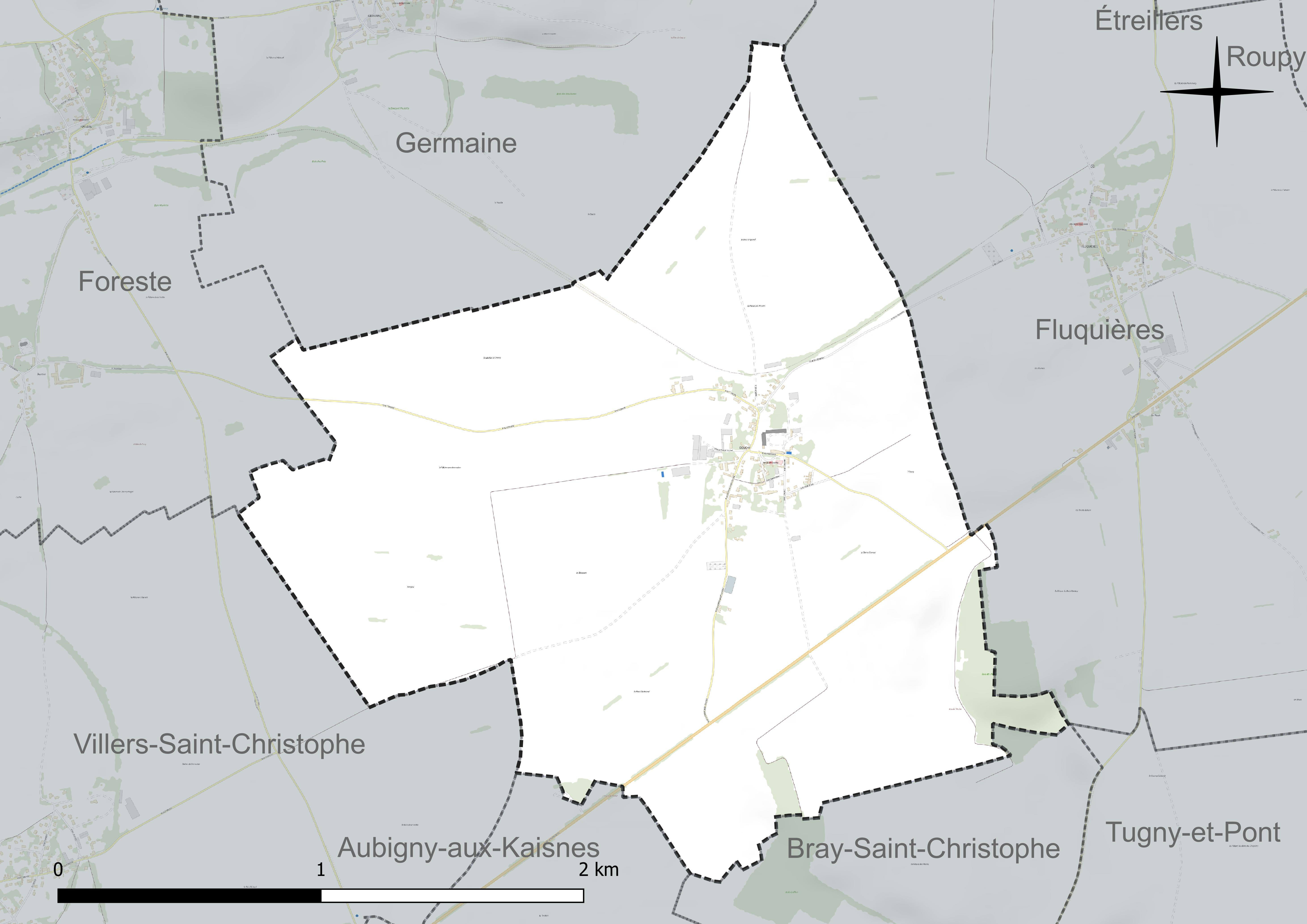
Réseau hydrographique de Douchy.

### Climat
Pour des articles plus généraux, voir Climat des Hauts-de-France et Climat de l'Aisne.
En 2010, le climat de la commune est de type climat océanique dégradé des plaines du Centre et du Nord, selon une étude du CNRS s'appuyant sur une série de données couvrant la période 1971-2000. En 2020, Météo-France publie une typologie des climats de la France métropolitaine dans laquelle la commune est exposée à un climat océanique et est dans la région climatique Nord-est du bassin Parisien, caractérisée par un ensoleillement médiocre, une pluviométrie moyenne régulièrement répartie au cours de l'année et un hiver froid (3 °C).
Pour la période 1971-2000, la température annuelle moyenne est de 10,3 °C, avec une amplitude thermique annuelle de 14,9 °C. Le cumul annuel moyen de précipitations est de 697 mm, avec 10,5 jours de précipitations en janvier et 8,8 jours en juillet. Pour la période 1991-2020, la température moyenne annuelle observée sur la station météorologique la plus proche, située sur la commune de Fontaine-lès-Clercs à 6 km à vol d'oiseau, est de 10,8 °C et le cumul annuel moyen de précipitations est de 683,4 mm,. Pour l'avenir, les paramètres climatiques de la commune estimés pour 2050 selon différents scénarios d'émission de gaz à effet de serre sont consultables sur un site dédié publié par Météo-France en novembre 2022.

## Urbanisme

### Typologie
Au 1er janvier 2024, Douchy est catégorisée commune rurale à habitat dispersé, selon la nouvelle grille communale de densité à 7 niveaux définie par l'Insee en 2022.
Elle est située hors unité urbaine. Par ailleurs la commune fait partie de l'aire d'attraction de Saint-Quentin, dont elle est une commune de la couronne,. Cette aire, qui regroupe 120 communes, est catégorisée dans les aires de 50 000 à moins de 200 000 habitants,.

### Occupation des sols
L'occupation des sols de la commune, telle qu'elle ressort de la base de données européenne d'occupation biophysique des sols Corine Land Cover (CLC), est marquée par l'importance des territoires agricoles (90,9 % en 2018), une proportion identique à celle de 1990 (90,9 %). La répartition détaillée en 2018 est la suivante : 
terres arables (90,9 %), zones urbanisées (6,4 %), forêts (2,7 %).
L'évolution de l'occupation des sols de la commune et de ses infrastructures peut être observée sur les différentes représentations cartographiques du territoire : la carte de Cassini (XVIIIe siècle), la carte d'état-major (1820-1866) et les cartes ou photos aériennes de l'IGN pour la période actuelle (1950 à aujourd'hui).

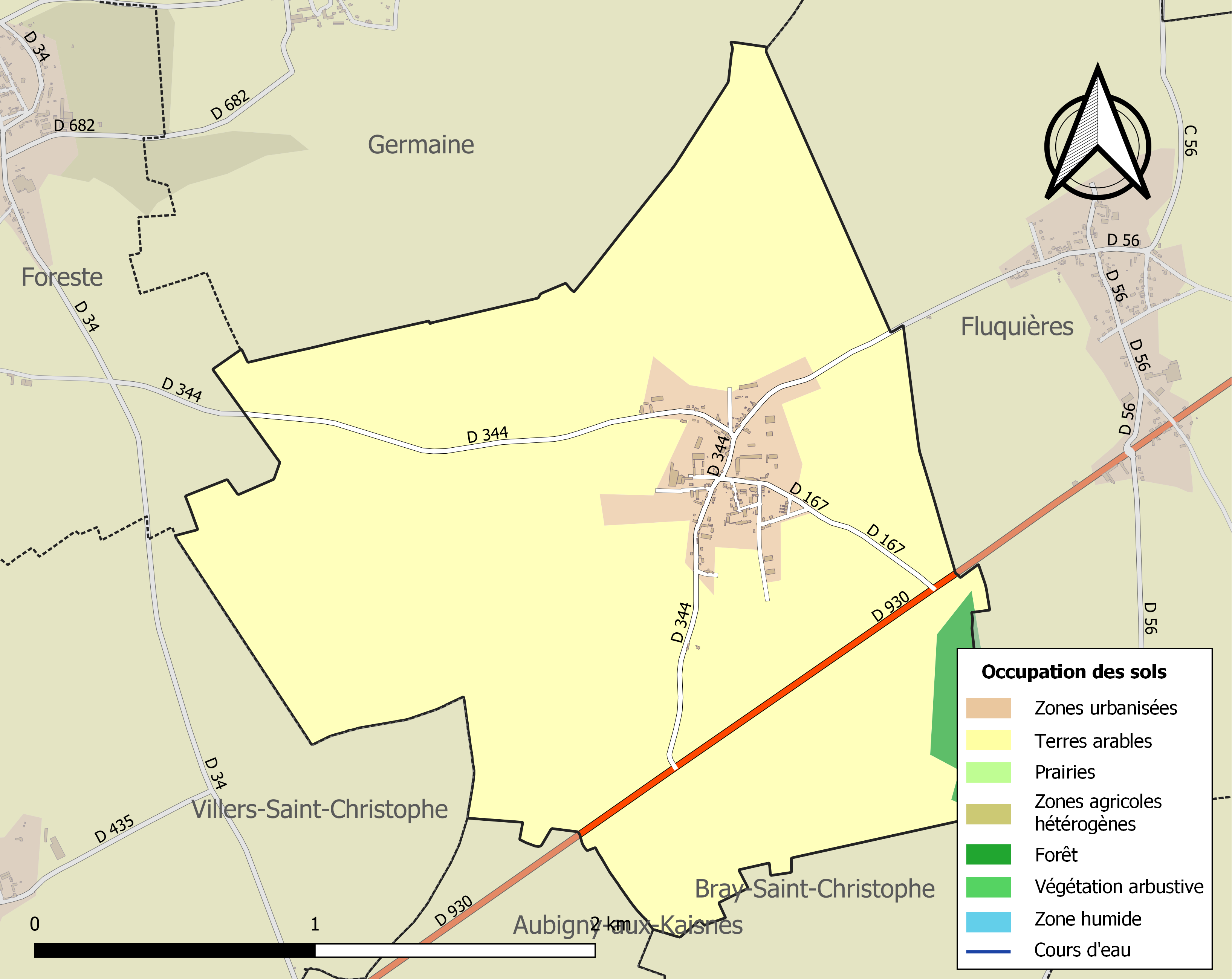
Carte des infrastructures et de l'occupation des sols de la commune en 2018 (CLC).

## Toponymie
Le nom de la localité est attesté sous les formes Doucis (1163) ; Douci (1196) ; Douchi (1223) ; Doucii (1271) ; Doulcy (1561) ; Doulchy (1587).

## Histoire
Le portail de l'ancienne église romane de Douchy datant du XIIe siècle a été sauvegardé et se trouve aujourd'hui dans le Parc des Champs-Élysées de Saint-Quentin.
| Portail de l'ancienne église de Douchy. | Dessin du portail de l'église. |
| --------------------------------------- | ------------------------------ |
|                                         |                                |

## Héraldique
| Blason de Douchy | Blason  | Tiercé en pairle renversé: au 1) de gueules à une bourse d'or, au 2) d'argent à un écureuil de sable tenant dans ses pattes une pomme de pin de sinople, au 3) d'azur à un portail d'église d'argent ouvert du champ. |
| Blason de Douchy | Détails | Création J-F Binon. Adopté le 21 février 2021. |

## Politique et administration

### Découpage territorial
La commune de Douchy est membre de la communauté de communes du Pays du Vermandois, un établissement public de coopération intercommunale (EPCI) à fiscalité propre créé le 31 décembre 1993 dont le siège est à Bellicourt. Ce dernier est par ailleurs membre d'autres groupements intercommunaux.
Sur le plan administratif, elle est rattachée à l'arrondissement de Saint-Quentin, au département de l'Aisne et à la région Hauts-de-France. Sur le plan électoral, elle dépend du  canton de Saint-Quentin-1 pour l'élection des conseillers départementaux, depuis le redécoupage cantonal de 2014 entré en vigueur en 2015, et de la deuxième circonscription de l'Aisne  pour les élections législatives, depuis le dernier découpage électoral de 2010.

### Administration municipale
| Période                                  | Période                       | Identité        | Étiquette      | Qualité                                     |
| ---------------------------------------- | ----------------------------- | --------------- | -------------- | ------------------------------------------- |
| Les données manquantes sont à compléter. |                               |                 |                |                                             |
|                                          | 1875                          | Vonthin         |                |                                             |
| 1876                                     |                               | Vinthon         |                |                                             |
| avant 1995                               | ?                             | Henri Lefèvre   |                |                                             |
| mars 2001                                | mai 2020                      | Olivier Deguise | DVD            | Agriculteur Réélu pour le mandat 2014-2020, |
| mai 2020                                 | En cours (au 12 juillet 2020) | Pierre Cordier  | Sans étiquette | Gérant d'entreprise                         |

## Démographie
L'évolution du nombre d'habitants est connue à travers les recensements de la population effectués dans la commune depuis 1793. Pour les communes de moins de 10 000 habitants, une enquête de recensement portant sur toute la population est réalisée tous les cinq ans, les populations de référence des années intermédiaires étant quant à elles estimées par interpolation ou extrapolation. Pour la commune, le premier recensement exhaustif entrant dans le cadre du nouveau dispositif a été réalisé en 2008.

En 2022, la commune comptait 159 habitants, en évolution de −0,62 % par rapport à 2016 (Aisne : −1,97 %, France hors Mayotte : +2,11 %).
| 1793 | 1800 | 1806 | 1821 | 1831 | 1836 | 1841 | 1846 | 1851 |
| ---- | ---- | ---- | ---- | ---- | ---- | ---- | ---- | ---- |
| 290  | 282  | 277  | 302  | 339  | 344  | 377  | 391  | 380  |

| 1856 | 1861 | 1866 | 1872 | 1876 | 1881 | 1886 | 1891 | 1896 |
| ---- | ---- | ---- | ---- | ---- | ---- | ---- | ---- | ---- |
| 396  | 400  | 373  | 374  | 339  | 347  | 345  | 364  | 338  |

| 1901 | 1906 | 1911 | 1921 | 1926 | 1931 | 1936 | 1946 | 1954 |
| ---- | ---- | ---- | ---- | ---- | ---- | ---- | ---- | ---- |
| 316  | 287  | 300  | 168  | 201  | 194  | 188  | 232  | 233  |

| 1962 | 1968 | 1975 | 1982 | 1990 | 1999 | 2006 | 2008 | 2013 |
| ---- | ---- | ---- | ---- | ---- | ---- | ---- | ---- | ---- |
| 208  | 193  | 184  | 147  | 152  | 150  | 144  | 142  | 153  |

| 2018 | 2022 | - | - | - | - | - | - | - |
| ---- | ---- | - | - | - | - | - | - | - |
| 163  | 159  | - | - | - | - | - | - | - |

## Lieux et monuments
- Église Saint-Laurent.
- Le manoir de Douchy, sa cour et son pigeonnier, à l'entrée du manoir, une plaque commémorative victime de guerre 1944.
- Monument aux morts.
- Calvaire.
- L'ancienne gare de la ligne de Saint-Quentin à Ham

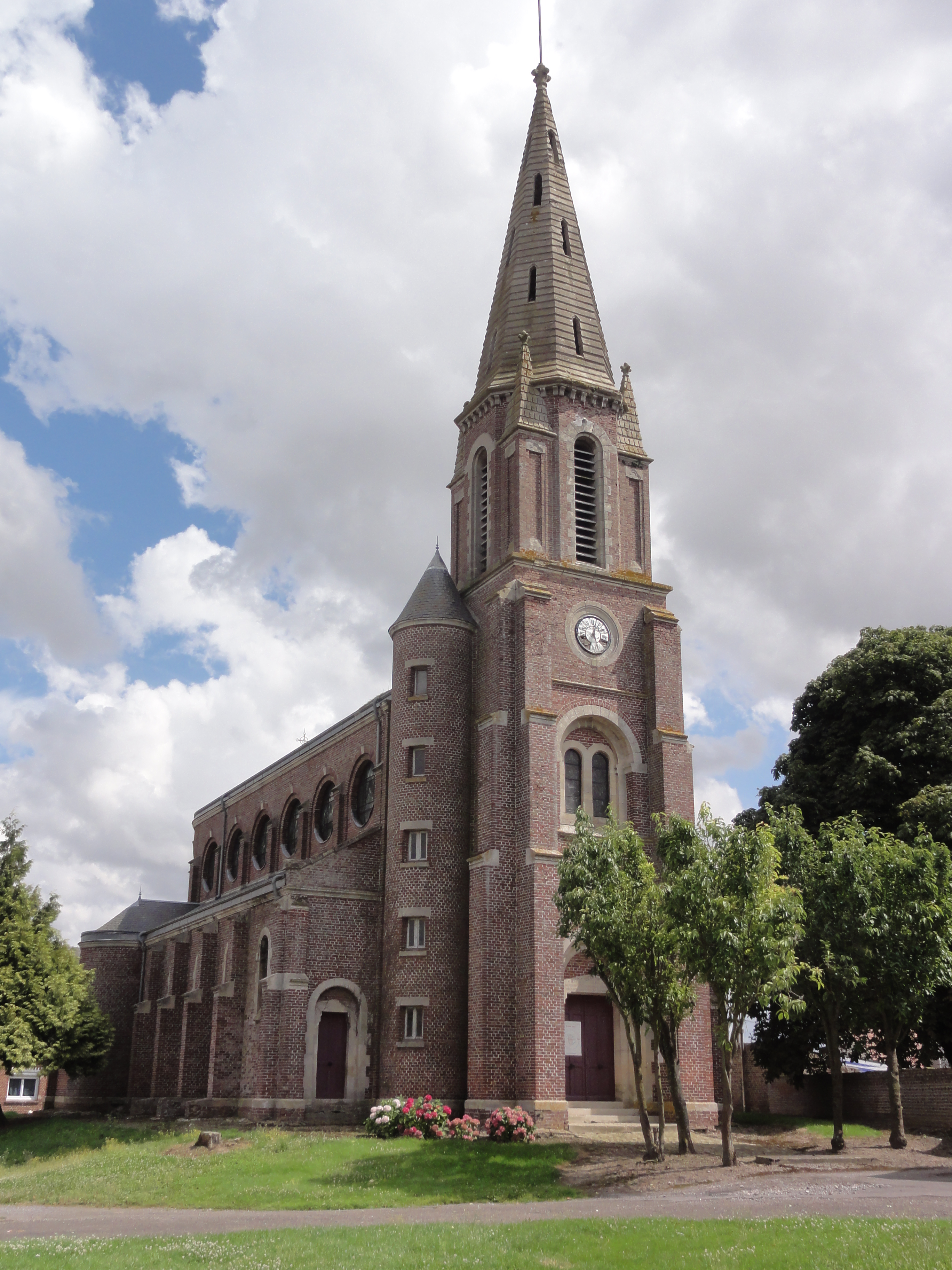
Église Saint-Laurent.
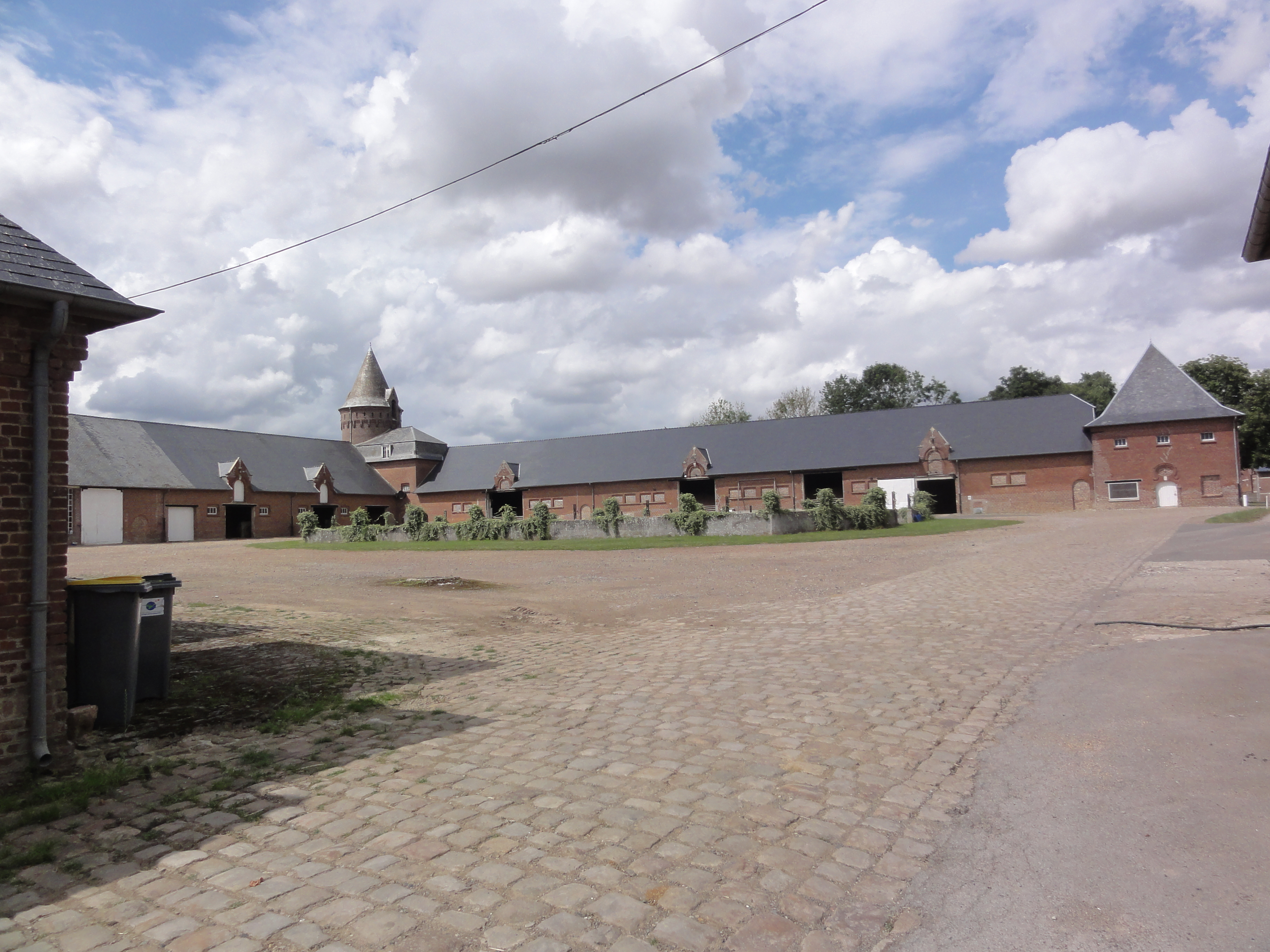
Le manoir de Douchy, la cour intérieure.
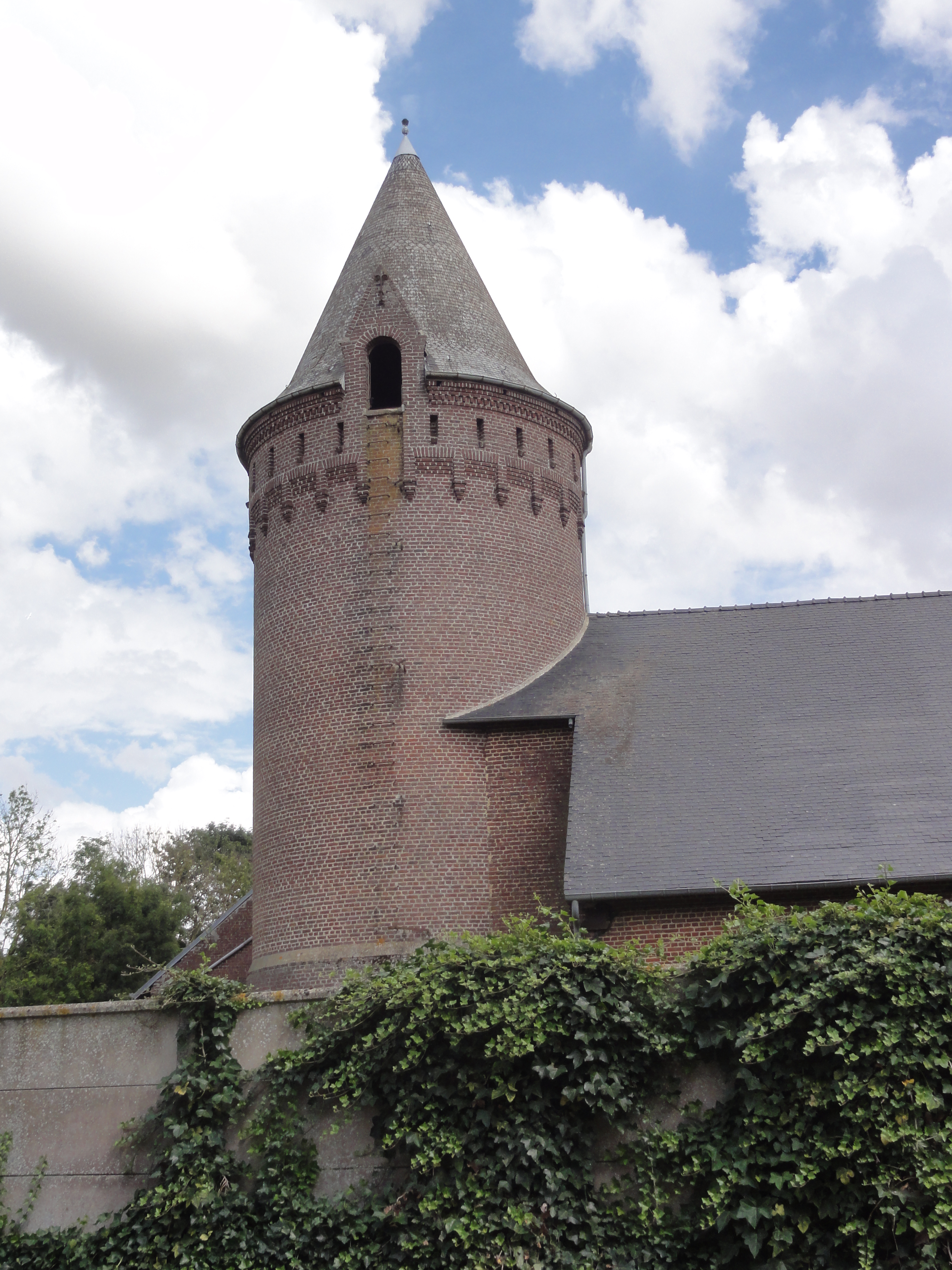
Pigeonnier du manoir.
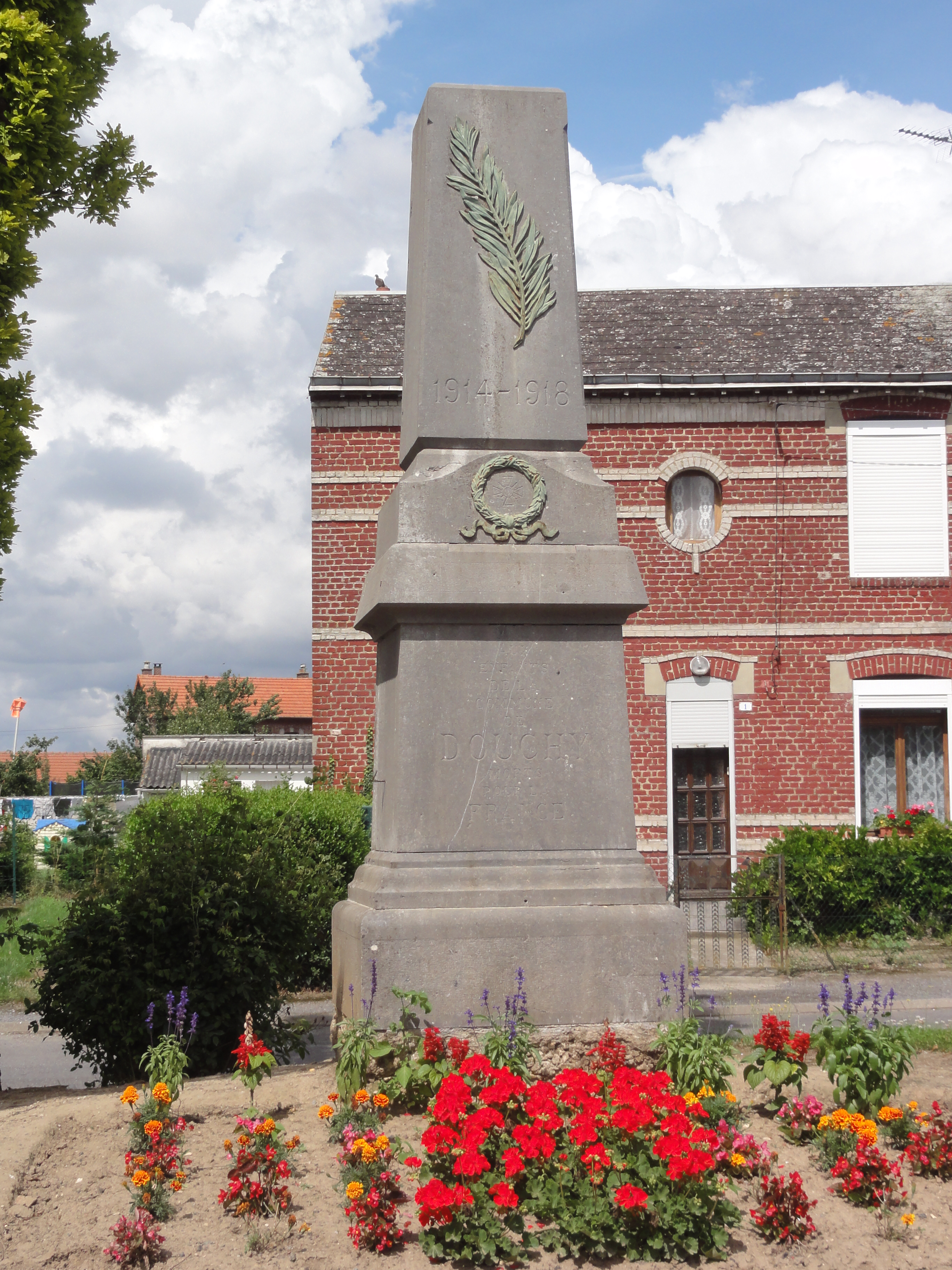
Monument aux morts.
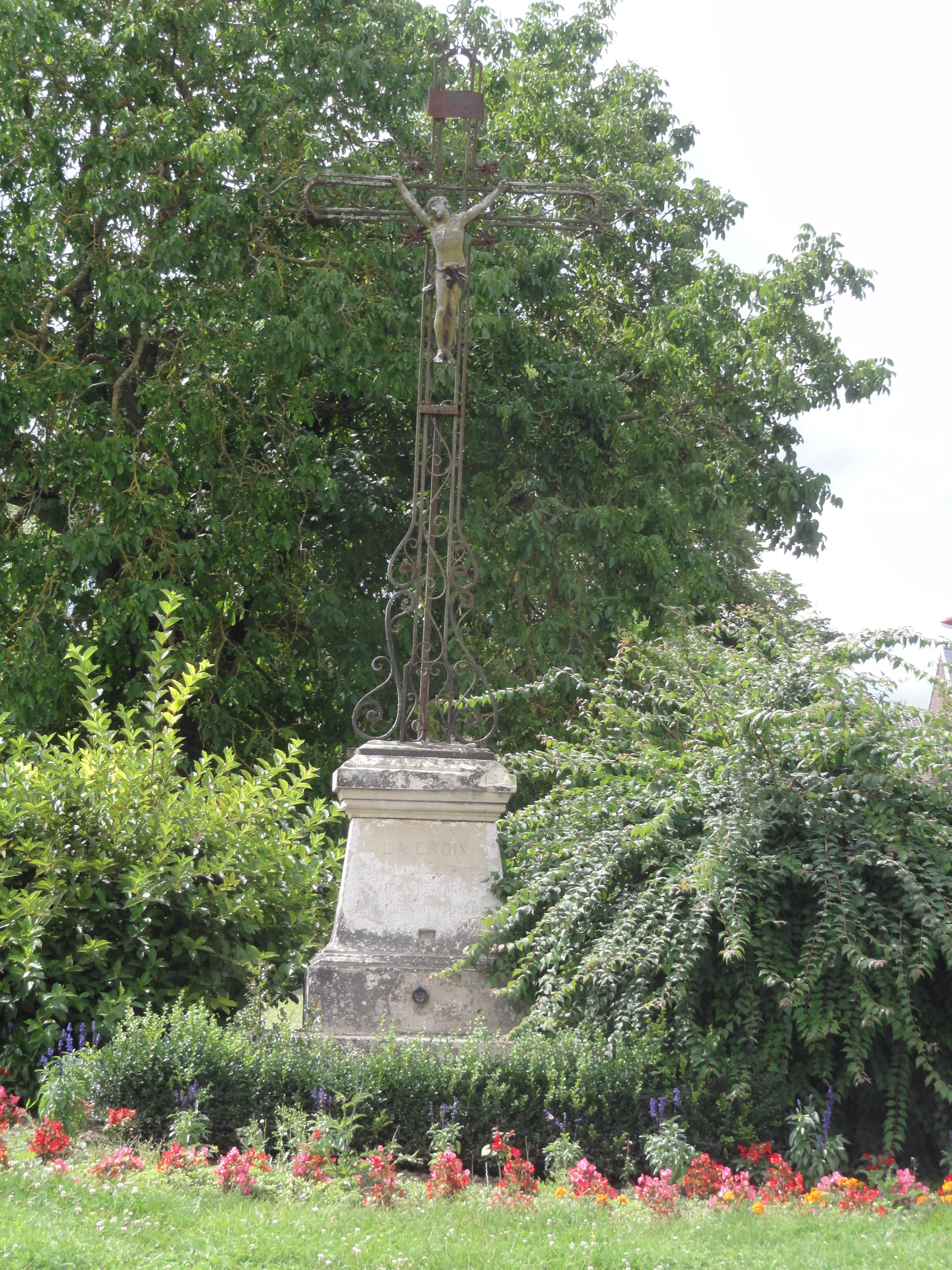
Croix de chemin calvaire de Douchy.
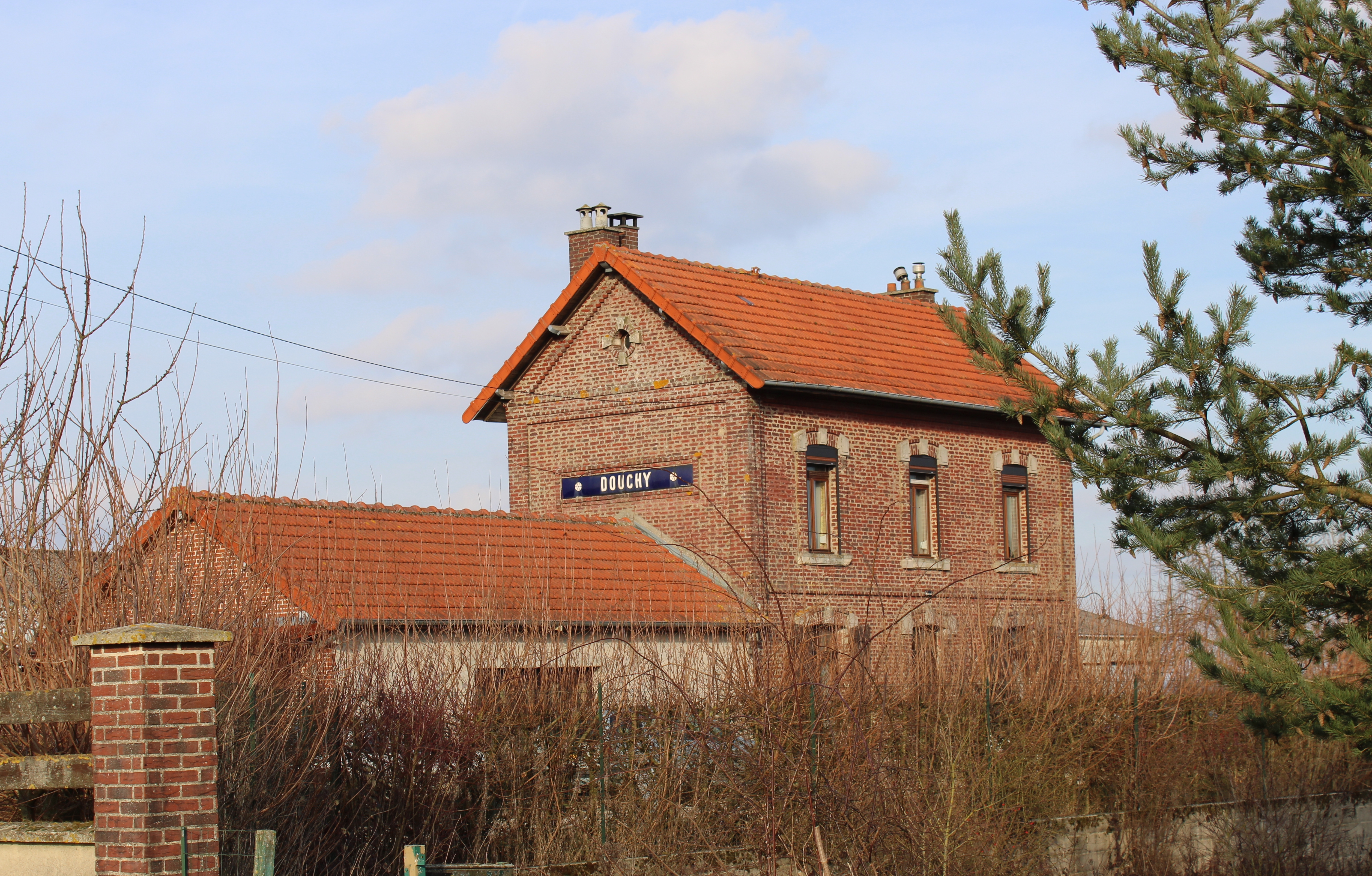
Ancienne gare de Douchy située sur la ligne de Saint-Quentin à Ham.

## Personnalités liées à la commune
| Blason à dessiner | Blason  | (2021) Tiercé en pairle renversé: au 1er de gueules à la bourse d'or, au 2e d'argent à l'écureuil de sable tenant dans ses pattes une pomme de pin de sinople, au 3e d'azur au portail d'église du lieu d'argent, ouvert du champ. |
| Blason à dessiner | Détails | Adopté le 21 février 2021. |

## Pour approfondir